# Federal Power Commission
Pour les articles homonymes, voir FPC.
La Federal Power Commission (FPC) est une agence indépendante du gouvernement des États-Unis, organisée à l'origine le 23 juin 1930 avec cinq membres nommés par le président et confirmés par le Sénat.
La Federal Power Commission a été créée en 1920 par le Federal Power Act, qui prévoyait l'octroi de licences par la FPC des projets hydroélectriques sur les terres ou des eaux navigables appartenant au gouvernement fédéral.
La FPC a depuis été remplacée par la Federal Energy Regulatory Commission.